# Caroline Rémy de Guebhard
Caroline Rémy de Guebhard (Párizs, 1855. április 27. – Pierrefonds, 1929. április 24.) francia írónő, aki Séverine írói nevén lett ismert. 

## Életrajza
Előbb Jules Vallès egykori kommünárddal élt közös háztartásban, majd Guebhard doktor felesége lett. Egy ideig szerkesztette a Le cri du peuple c. szocialista lapot, majd egyéb lapokban cikkezett, tisztán humanitárius szellemben, a szegények és elnyomottak érdekében buzgólkodva. Legjobb cikkeit Pages rouges (1894) és Pages mystiques (1895) c. köteteiben gyűjtötte össze. Le carnet de Séverine c. közléseiben időről-időre beszámolt az általa létesített jótékonysági szervezetről. Vers la lumiére (1900) c. kötetében a Dreyfus-per revíziója mellett foglalt állást. 

## Forrás
- Révai Nagy Lexikona, 16. kötet: Racine-Sodoma (1924) 154. old.. adt.arcanum.com. (Hozzáférés: 2022. december 5.)